# Sofía Gómez Villafañe
Sofía Gómez Villafañe (Esquel, 15 de abril de 1994) es una ciclista de cross-country y de ciclocross argentina.
Se crio en Esquel (Chubut), en la Patagonia argentina hasta los doce años, antes de mudarse con su familia a Los Gatos, California, Estados Unidos. La cuarta hija de seis, descubrió el ciclismo de montaña a través del Programa de Bicicleta de Montaña de Nor Cal High School, y su hermano le encontró una bicicleta en Craigslist por U$S 500. Continuó compitiendo a nivel universitario para Fort Lewis College en Durango, Colorado, donde recibió una licenciatura en ciencias del ejercicio y una especialización en administración de empresas.
Villafañe reside en Heber City (Utah) y compite principalmente en Norteamérica para el equipo Stan's-Pivot Pro Team p/b Maxxis, y es la campeona nacional argentina de cross-country. Tiene doble nacionalidad estadounidense y argentina.
Ganó la serie Epic Trails de 2019, derrotando a la campeona de la Copa del Mundo Kate Courtney en la carrera final. En los Juegos Panamericanos de 2019, en Lima, Perú, ganó una medalla de plata en la carrera de cross-country.
En 2021, se convirtió en la primera mujer ciclista de montaña en competir en los Juegos Olímpicos para Argentina desde 2004 clasificando para competir en el evento de cross-country.

## Vida personal
Ella y su novio, Keegan Swenson, se conocieron a través del ciclismo de montaña en 2012. Regularmente entrenan y viajan juntos a competencias.